# Yirrkala moluccensis
Yirrkala moluccensis är en fiskart som först beskrevs av Bleeker, 1864.  Yirrkala moluccensis ingår i släktet Yirrkala och familjen Ophichthidae. Inga underarter finns listade i Catalogue of Life.